# Desmopachria ubangoides
Desmopachria ubangoides är en skalbaggsart som beskrevs av Young 1980. Desmopachria ubangoides ingår i släktet Desmopachria och familjen dykare. Inga underarter finns listade i Catalogue of Life.